# Gens Marcia
La gens Marcia fue una gens plebeya de la Antigua Roma que contó entre sus miembros con un rey y un patricio. Formaba parte de las primeras cien gentes de los orígenes de Roma y su nombre proviene de la divinidad sabina de nombre osco Mavors o Mamers,[cita requerida] asimilada más tarde a Marte.
Esta gens afirmaba descender de Anco Marcio, el cuarto rey de Roma. La gens hizo acuñar la imagen de Numa Pompilio y de Anco Marcio en sus monedas y una de las familias de la gens llevaba incluso el nomen «Rex» (en español, rey). A pesar de este antiguo supuesto, no se encuentra ningún patricio que llevara este nombre en los primeros tiempos de la República, a excepción de Cayo Marcio Coriolano. Sólo tras la promulgación de las Leges Liciniae-Sextiae se encuentran miembros de esta familia en el consulado, siendo el primero Cayo Marcio Rútilo en 357 a. C.
La única rama patricia de la familia llevaba el nombre de Coriolano. Las ramas plebeyas, en época de la República, llevaban los nombres Censorino, Crispo, Fígulus, Filipo, Libón, Rala, Rex, Rufo, Rútilo, Séptimus, Sermón y Trémulo.
Un adivino miembro de esta gens sería el origen de los ludi Apollinares en 212 a. C. y también otro de sus miembros, Quinto Marcio Rex, fue el autor del famoso acueducto Aqua Marcia de Roma.